# Louis Pasteur
Louis Pasteur, född 27 december 1822 i Dole i Jura, död 28 september 1895 i Marnes-la-Coquette i Hauts-de-Seine, var en fransk kemist och biolog. Han ligger begravd i en krypta i Pasteurinstitutet.
Pasteur upptäckte att jäsning orsakas av mikroorganismer. Han utvecklade också ett vaccin mot rabies, vilket ledde till grundandet av Pasteurinstitutet i Paris 1888.
Pasteur räddade den franska silkesmaskindustrin då han lyckades identifiera två mikrobiska sjukdomar som dödade så många silkesmaskar att de var nära att utplåna denna industri i Frankrike. Han upptäckte vidare de sjukdomsalstrande organismer (patogener) som orsakar mjältbrand och utvecklade ett vaccin mot detta. 
Pastörisering, metoden att upphetta livsmedel för att döda farliga bakterier och andra mikroorganismer, grundas på hans upptäckter. 
Pasteur betraktas som en av bakteriologins grundläggare.

## Uppväxt och utbildning
Pasteur föddes i Dole 1822 och växte upp i den närbelägna staden Arbois. Han var ende sonen till Jean Pasteur med två yngre systrar. I grundskolan var Louis inte någon lysande elev, han föredrog att fiska och att rita framför andra sysselsättningar. Hans målningar tyder på att han kunde ha blivit en framstående konstnär. Hans far däremot såg honom inte som en konstnär och Louis själv visade ett ökande intresse för kemi och andra naturvetenskapliga ämnen. Den högsta önskan fader Pasteur hade för sin son var att han skulle slutföra sin utbildning i den lokala skolan och bli lärare i Arbois. Men rektorn där såg att Louis kunde komma att ägna sig åt vetenskapligt arbete och övertygade far och son att satsa på Ecole Normale Superieure i Paris, det mest prestigefyllda universitetet i Frankrike.

## Arbeten

### Från kristallografi till molekylär asymmetri
1847 då Pasteur var 26 år började han sitt arbete med att sammanföra kemi och optik, vilka är grundstenarna i kristallografi. Han undersökte varför två lösningar av ämnen med samma kemiska sammansättning kunde ha olika egenskaper då de undersöktes med polariserat ljus. Till slut kom han fram till, genom att studera ämnenas kristaller i mikroskop, att olika kristaller var varandras spegelbilder. Han formulerade det som en fundamental lag: asymmetri skiljer den organisk-kemiska världen från mineralvärlden (det vill säga alla oorganiska ämnen). Med andra ord, livets krafter ger alltid asymmetriska molekyler. Detta arbete ledde till en ny vetenskap - stereokemi. Idag vet man att organiska föreningar kan syntetiseras och inte behöver skapas av en "livskraft", och alla organiska föreningar är inte asymmetriska. Stereokemi är dock fortfarande ett mycket viktigt fält inom den organiska kemin.

### Jäsning och uralstring
På uppdrag av ett destilleri från norra Frankrike började Pasteur undersöka varför alkohol blev kontaminerat av oönskade substanser under jäsning. Han visade snart att varje sorts jäsning var kopplad till sin egen specifika mikroorganism, eller jäst, som kan studeras individuellt under sterila förhållanden. Denna insikt ligger till grund för mikrobiologin.	
Pasteur gjorde definitivt slut på föreställningen om uralstring, vilken kan ledas tillbaka åtminstone till Aristoteles (384–322 f.Kr.) och som sade att liv kunde uppstå spontant. Samtidigt upptäckte han att liv även kunde existera utan syre. Denna upptäckt banade väg för studiet av bakterier och hur de orsakar infektioner. Tack vare detta har det blivit möjligt att döda mikrober och att kontrollera smitta.

### Pastörisering
Huvudartikel: Pastörisering
Kejsare Napoleon III bad Pasteur att undersöka den surning som drabbade vin och som orsakade stora ekonomiska förluster för vinindustrin. Han reste till en vingård i Arbois 1864 och kunde snart visa att de mikroorganismer som orsakade problemet dog om vinet värmdes till 55 grader C i några minuter. Denna metod kom att kallas pastörisering och kom snart att användas över hela världen, framförallt på öl och mjölk.

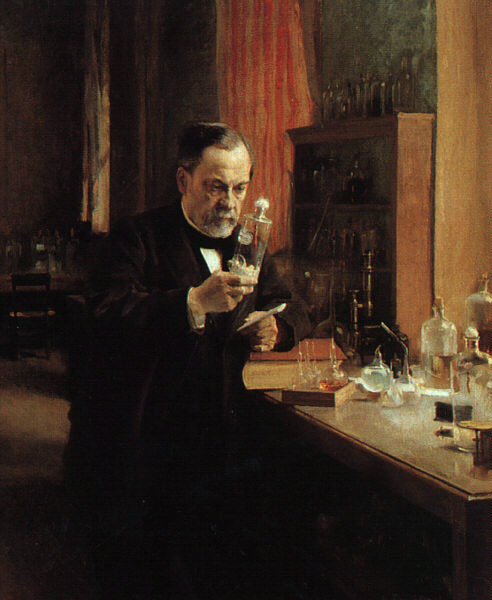
År 1885 målade finländaren Albert Edelfelt ett porträtt av Pasteur arbetande i sitt laboratorium med rabiesvaccinet, vilket blev en succé på Parissalongen och köptes av franska staten. Edelfelt umgicks ofta med Pasteur och hans familj i Paris.

### Infektionssjukdomar på människor och djur
1865 började Pasteur undersöka en infektion på silkesmaskar som gjorde stor skada inom Frankrikes silkesindustri. Han upptäckte infektionsspridarna och avslöjade hur de spreds och hur detta skulle förhindras. Han kunde nu genom att utveckla sin studie om jäsning visa att varje infektion orsakas av sin egen mikrob och att dessa inte är kroppsegna. Med denna kunskap kunde Pasteur utveckla steriliseringen, vilken kom att revolutionera kirurgin. Mellan 1877 och 1887 fortsatte han att använda mikrobiologin i kampen mot sjukdomar. Han upptäckte tre bakterier ansvariga för mänskliga sjukdomar: stafylokocker, streptokocker och pneumokocker.

### Behandling och skydd mot rabies
Pasteur upptäckte metoden för försvagning av smittsamma mikroorganismer som är grunden i vaccination. Han utvecklade vaccin mot kycklingkolera, mjältbrand och svinkoppor. Efter detta tillämpade han sitt koncept på rabies. Den 6 juli 1885 testade han sin behandling för första gången. Den unge patienten, Joseph Meister, kunde räddas.

### Pasteurinstitutet
Den 1 mars 1886 presenterade Pasteur sin rabiesbehandling för vetenskapsakademin och föreslog då också ett centrum för rabiesvaccinering. Förslaget godkändes och institutet bildades som en klinik för rabiesbehandling, ett forskningscentrum för infektionssjukdomar och ett lärocenter. Den nu 66 år gamle Pasteur ägnade de sista sju åren av sitt liv åt institutet. Under denna tid blev han också berömd och fick prestigefyllda priser runt om i världen. Hans arbete fortsattes av hans lärjungar, pasteurianerna.

## Inflytande
Pasteurs arbete innebar en revolution inom den vetenskapliga metodologin. Han kombinerade två odiskutabla regler inom modern forskning: friheten till kreativt tänkande som utsätts för omfattande experimentell testning. Han brukade säga till sina elever: "Publicera aldrig något du inte kan bevisa genom experiment".

## Hedersbetygelser
Pasteur blev 1860 medlem av Franska vetenskapsakademin, och 1881 medlem av Franska Akademien på stol 17. Han var utländsk medlem av Royal Society och invaldes 1878 som utländsk ledamot av Kungliga Vetenskapsakademien.
Han tilldelades Copleymedaljen 1874.

## Eftermäle
Nedslagskratern Pasteur på månen och nedslagskratern Pasteur på planeten Mars och asteroiden 4804 Pasteur är uppkallade efter honom.